# Kinuyo Tanaka
Kinuyo Tanaka (田中絹代, Tanaka Kinuyo, 1909-1977) és una cineasta nipona.

## Biografia
Nascuda a Shimonoseki, un port pesquer que connecta les illes de Honshū i Kyūshū, Tanaka debutà en el cinema com a actriu l'any 1924, als catorze anys, per als estudis Shōchiku, una companyia d'abans de la Segona Guerra Mundial especialitzada en els subgèneres gendai geki i josei eiga, durant la dècada del 1930 participà en diverses pel·lícules, entre les quals la primera amb so en japonés, Madamu to nyōbō de Heinosuke Gosho (1933); durant la segona guerra sinojaponesa i la Guerra del Pacífic, Tanaka participà en films propagandístics, en els quals representà el paper de «bona esposa, mare intel·ligent» (ryōsai kenbo) promogut per l'Imperi Japonés; després de la caiguda del règim, s'adaptà a una nova representació de la dona d'acord amb els ideals estatunidencs —fins al punt que se l'acusà d'«americanitzada» després d'un viatge als EUA com a ambaixadora cultural— i actuà en la «trilogia de l'alliberament de la dona» del director Kenji Mizoguchi.
La col·laboració amb Mizoguchi en catorze pel·lícules entre 1940 i 1954, durant els quals Tanaka madurà com a actriu, contribuí a augmentar el reconeixement internacional dels dos i, de retruc, alimentà rumors d'una relació sentimental entre ells, segons l'estereotip del «la musa del director», que ella sempre negà —abans ho havia sigut de Gosho—: entre els títols conjunts, es troben La vida d'Oharu (西鶴一代女, Saikaku Ichidai Onna, 1952), Els contes de la lluna pàl·lida després de la pluja (雨月物語, Ugetsu monogatari, 1953) i Sansho Dayu (山椒大夫, Sanshō Dayū, 1954); a més, Tanaka també va ser dirigida per altres directors destacats com Yasujirō Ozu en Dragnet Girl (非常線の女, Hijōsen no Onna, 1933) i Una gallina al vent (風の中の牝鶏, Kaze no naka no mendori, 1948) o Akira Kurosawa en Barba-roja (赤ひげ, Akahige, 1965). L'any 1975 guanyà l'Ós de Plata a la millor interpretació femenina per Sandakan hachiban shōkan: Bōkyō de Kei Kumai.

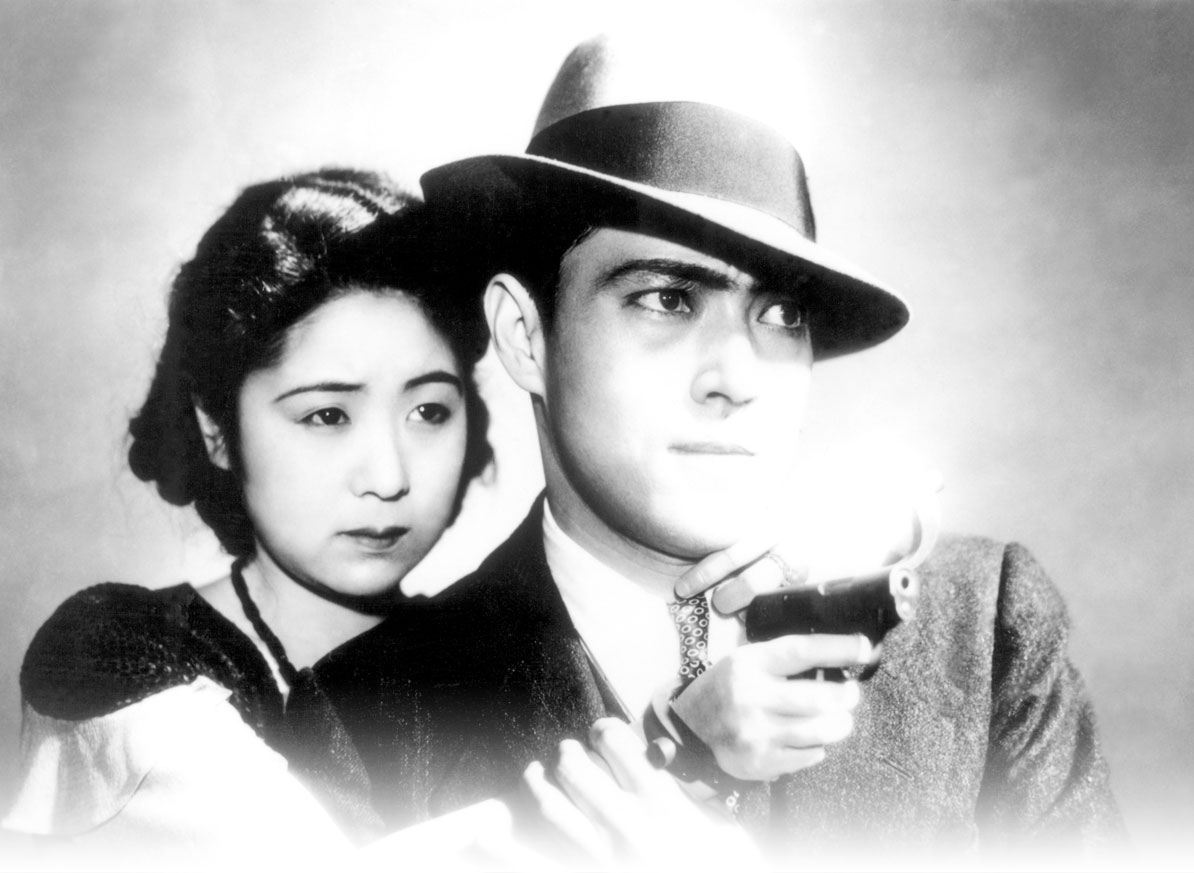
En Dragnet Girl (1933)
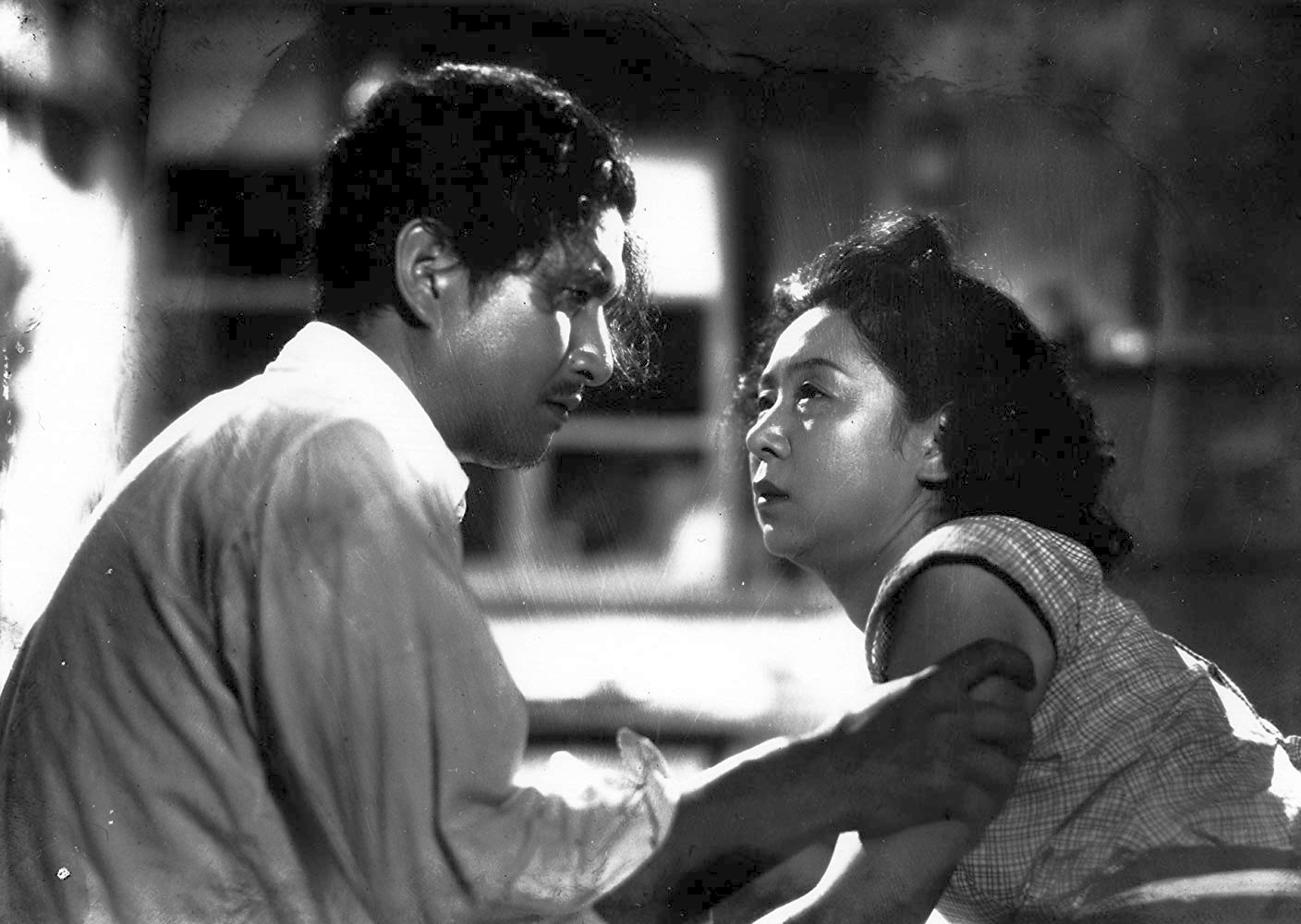
Amb Shūji Sano en A Hen in the Wind (1948)
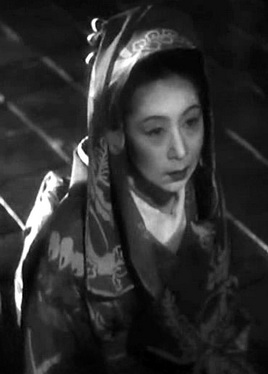
En Saikaku Ichidai Onna (1952)